# Efeito Proteu
Efeito Proteu descreve o fenômeno psicológico onde alterações na auto-representação de uma pessoa em  um ambiente de realidade virtual, isto é, alterações em seu avatar, causam mudanças em seu comportamento no mundo virtual e no mundo real. Este efeito foi inicialmente descrito por Jeremy Bailenson e Nick Yee do laboratório de interação humana virtual da Universidade de Stanford, e, assim como o adjetivo proteano (que significa versátil ou mutável), o nome do conceito é uma alusão ao deus grego Proteu, que tinha habilidades de mudança de forma e poderia personificar diferentes representações.
Em um experimento da equipe de Stanford, indivíduos diferentes receberam avatares com diferentes níveis de atratividade. A exposição a esses avatares foi capaz de alterar a maneira como as pessoas se comportavam tanto no mundo virtual como no mundo real. No ambiente virtual, participantes com avatares mais atraentes mantinham distância menores em interações com outros personagens virtuais e falavam mais de si mesmos. Fora do ambiente virtual, esses participantes se mostraram mais confiantes em relação aqueles que receberam avatares menos atraentes, sendo mais propícios a abordarem desconhecidos do sexo oposto e escolhendo parceiros mais atraentes em correspondência para um encontro.